# Courteenhall
Courteenhall is een civil parish in het bestuurlijke gebied South Northamptonshire, in het Engelse graafschap Northamptonshire met 122 inwoners.

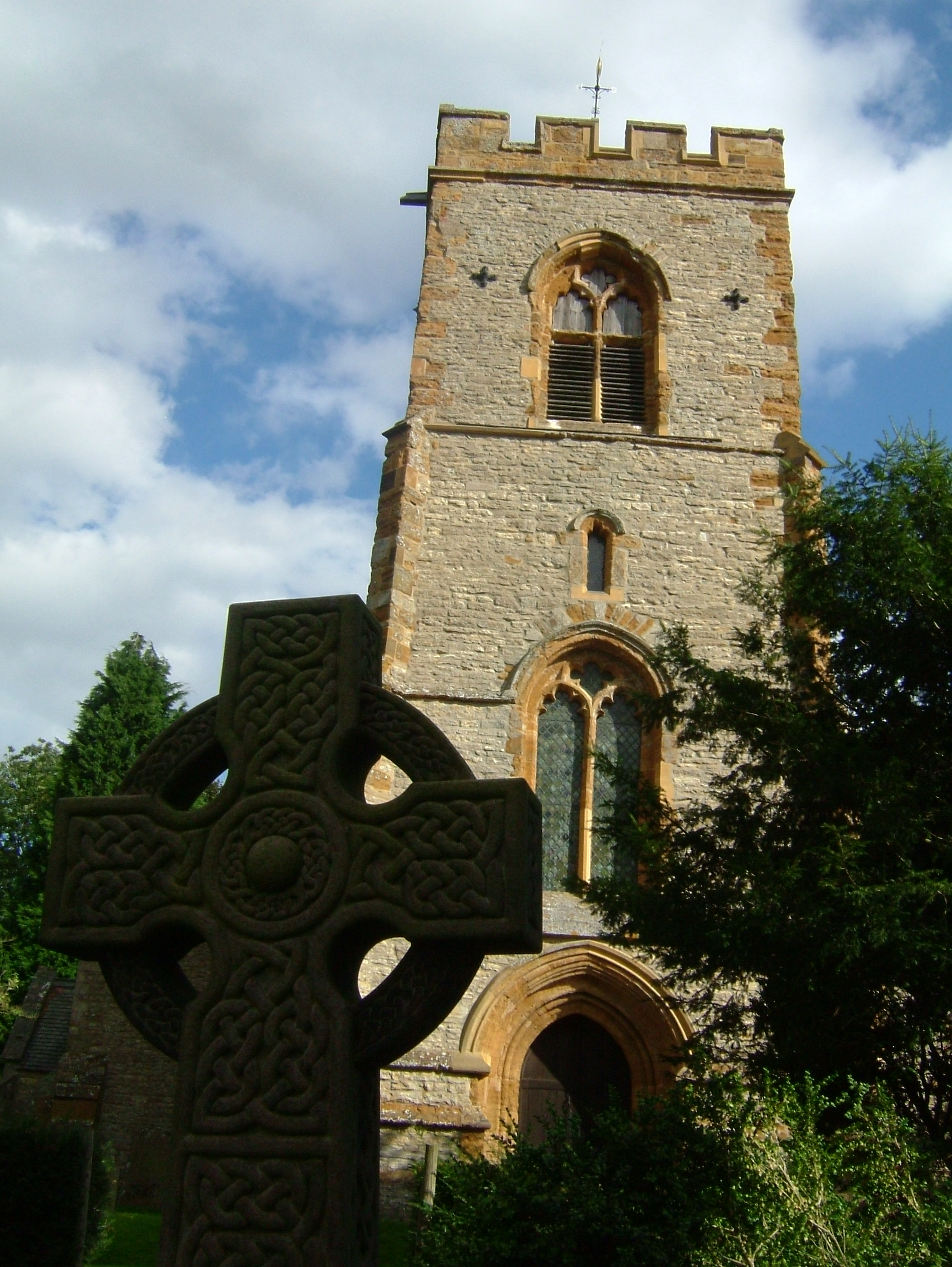
Kerk van Courteenhall